# Линдхольм, Антон
Антон Линдхольм (швед. Anton Lindholm; 29 ноября 1994, Шеллефтео, Швеция) — шведский хоккеист, защитник.

## Биография
В «Шеллефтео» дебютировал в высшей шведской лиге в сезоне 2011/12 в возрасте 15 лет. В клубе провёл 4 сезона на высшем уровне, стал чемпионом страны. В 2014 году был выбран на драфте НХЛ клубом «Колорадо Эвеланш». Сезон 2014/15 провёл во второй лиге за «Мальмё». Следующий сезон — снова в «Шеллефтео». 24 мая 2016 года подписал контракт новичка с «Колорадо» сроком на 3 года.